# Алашки Большие (Шарковщинский район)
Алашки Большие (бел. Ала́шкі Вялі́кія) — деревня в Шарковщинском районе Витебской области Беларуси. Входит в состав Станиславовского сельсовета.

## География
Расположена в 25 км на юго-запад от Шарковщины и в 230 км на запад от Витебска.

### Гидрография
Озеро Алашское.

## История
В 1905 году в Дисненском уезде Поставской волости Виленской губернии.
В 1921—1945 годах деревня в составе гмины Поставы, позже в составе гмины Воропаево Дисненского уезда Виленского воеводства.
До 28 мая 1962 года деревня входила в состав Жуковщинского сельсовета, до 1963 года — в состав Пелицкого сельсовета, до 7 июня 1966 года — в состав Бельковского сельсовета.

## Население

### Численность
- 2009 год — 52 жителей

### Динамика
- 1921 год — 209 жителей, 36 дворов[6]
- 1931 год — 220 жителей, 45 дворов[7]
- 1999 год — 91 жителей (перепись населения)
- 2009 год — 52 жителей (перепись населения)[2]

## Достопримечательность
- Комплекс объектов, связанных с именем И. П. Сикоры: дом, сад (1930-е), ул. Садовая[8][9] —  Историко-культурная ценность Республики Беларусь, шифр 213Г000831. Мемориальный музей Ивана Сикоры образован в 1988 году.

## Известные лица
- Сикора, Иван Павлович — белорусский селекционер. Заслуженный агроном БССР.